# Departamento General Ángel V. Peñaloza
Das Departamento General Ángel V. Peñaloza liegt im Zentrum der Provinz La Rioja im Nordwesten Argentiniens und ist eine von 18 Verwaltungseinheiten der Provinz. 
Es grenzt im Norden an das Departamento Capital, im Osten an die Departamentos Chamical und Departamento General Belgrano, im Süden an das Departamento General Juan Facundo Quiroga und im Westen an das Departamento Independencia. 
Die Hauptstadt des Departamento General Ángel V. Peñaloza ist Tama.

## Städte und Gemeinden
Das Departamento General Ángel V. Peñaloza ist in folgende Gemeinden aufgeteilt:
- Alcázar
- Chila
- Punta de los Llanos
- Sierra de los Quinteros
- Tama
- Tuizón